# Улица Сибирских Партизан (Иркутск)
Улица Сиби́рских Партиза́н (бывшая 9-я улица, Тверска́я) — улица в Ленинском округе города Иркутска. Расположена между параллельными ей улицами Гражданской и Украинской, начинается от пересечения с улицей Марии Ульяновой, заканчивается пересечением с улицей Макаренко.
В 1932 году началось строительство Иркутского авиационного завода, на 9-й улице построили 18 жилых бараков для строителей и провели уличное освещение.
В начале 1930-х годов 9-ю улицу переименовали в Тверскую. В 1937 году Тверскую улицу переименовали в улицу Сибирских Партизан.

## Общественный транспорт

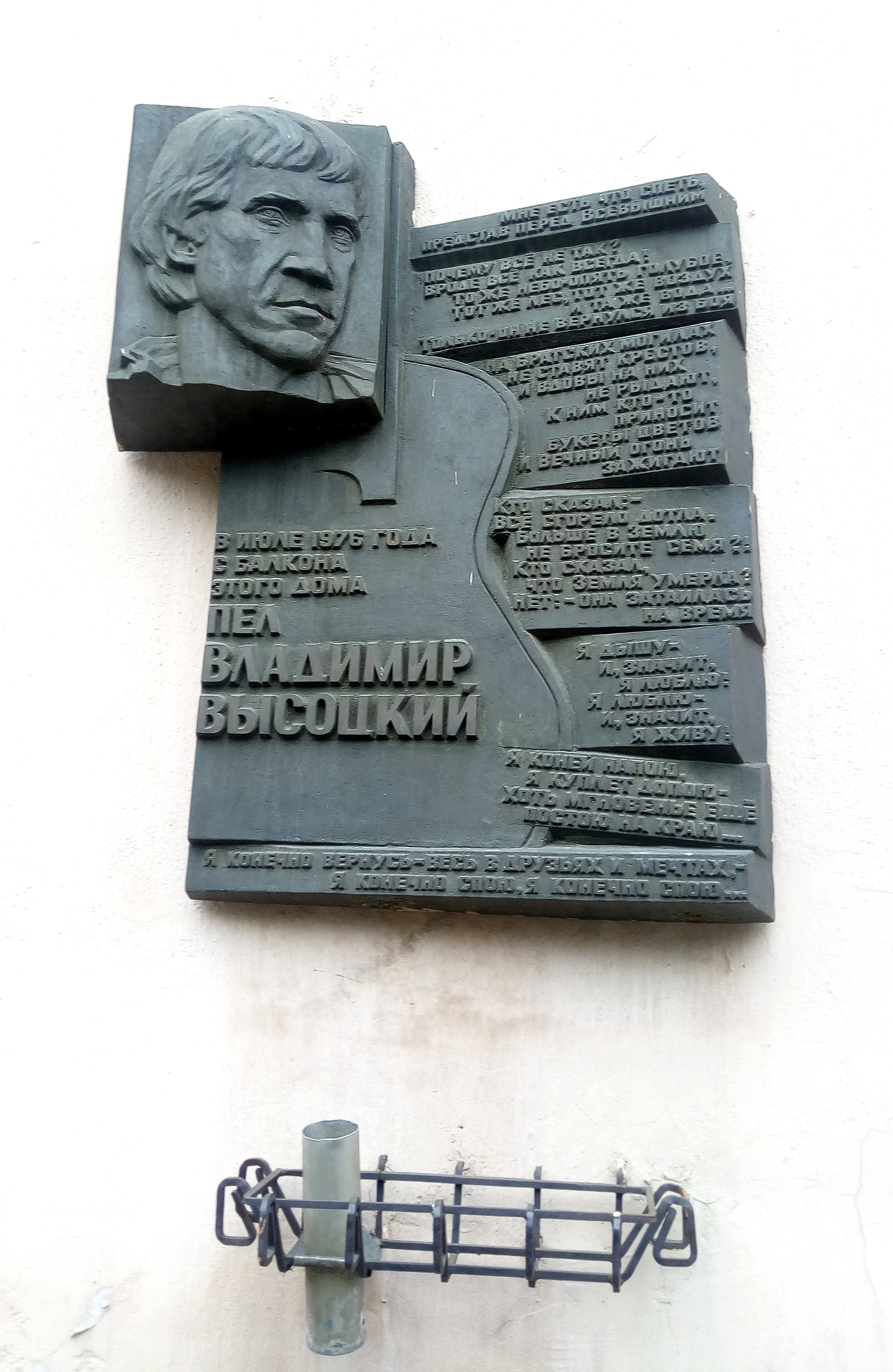
Мемориальная доска
В. С. Высоцкому на доме № 32 по улице Сибирских Партизан

Улица Сибирских Партизан является одной из главных магистралей Ленинского округа, по ней осуществляют движение автобусы и маршрутные такси.

## Здания и сооружения
Нечётная сторона
- 19 — Средняя общеобразовательная школа № 37.

Чётная сторона
- 22 — Библиотека № 5 ЦБС Иркутска (Иннокентьевская библиотека).